# Широковський ВТТ
Широковський ВТТ (рос. ШИРОКОВСКИЙ ИТЛ, Широкстрой, Широк-Вилухстрой, Широклаг) — підрозділ, що діяв в структурі Головного управління виправно-трудових таборів Народного комісаріату внутрішніх справ СРСР (ГУЛАГ НКВД).
Організований 27.11.42;

закритий 18.10.49 (на його базі організовано Косьвінський ВТТ, який проіснував до 06.02.50).

## Підпорядкування і дислокація
- ГУЛЖДС з 27.11.42;
- Особстрой з 26.04.43;
- ГУЛПС з 18.08.43 ;
- ГУЛГТС з 10.11.47.

Дислокація: Молотовська (нині Пермська) обл., м.Кізел.

## Виконувані роботи
- буд-во Широковської ГЕС на р. Косьва і Вілухінської ГЕС на р. Усьва,
- вирубка лісу в зоні затоплення,
- Буд-во ЛЕП-110, залізничної гілки ,
- розвідка і розробка кам'яних кар'єрів ,
- с/г роботи,
- обслуговування цегел. з-ду на ст. Половинка,
- лісозаготівлі з 04.03.47 по 06.06.47,
- буд-во Косьвінского гідролізного з-ду до 04.11.49,
- авторемонт, лісопиляння, пошивне виробництво

## Чисельність з/к
- 01.12.43 — 2287,
- 01.01.44 — 2241,
- 01.01.45 — 4844,
- 01.01.46 — 7735,
- 01.01.47 — 5588,
- 01.01.48 — 2919;
- 01.01.49 — 683